# Campionato europeo femminile di pallavolo 1967
Il campionato europeo femminile di pallavolo 1967 si è svolto dal 26 ottobre al 7 novembre 1967 ad Adana, Ankara, Istanbul e Smirne, in Turchia: al torneo hanno partecipato quindici squadre nazionali europee e la vittoria finale è andata per la sesta volta, la terza consecutiva, all'Unione Sovietica.

## Regolamento

### Formula
Le squadre hanno disputato una prima fase a gironi con formula del girone all'italiana; al termine della prima fase:
- Le prime due classificate di ogni girone hanno acceduto al girone per il primo posto, strutturato in un girone all'italiana, conservando i risultati degli scontri diretti.
- Le ultime due classificate del girone A, B e C e l'ultima classifica del girone D hanno acceduto al girone per il nono posto, strutturato in un girone all'italiana (le squadre del girone A, B e C hanno conservato il risultato dello scontro diretto).

### Criteri di classifica
Sono stati assegnati 2 punti alla squadra vincente e 1 a quella sconfitta.
L'ordine del posizionamento in classifica è stato definito in base a:
- Punti;
- Ratio dei set vinti/persi;
- Ratio dei punti realizzati/subiti;
- Risultati degli scontri diretti.

## Squadre partecipanti
| Squadra          | Qualificazione      | Ultima partecipazione |
| ---------------- | ------------------- | --------------------- |
| Belgio           | -                   | Debutto               |
| Bulgaria         | -                   | Romania 1963          |
| Cecoslovacchia   | -                   | Romania 1963          |
| Germania Est     | -                   | Romania 1963          |
| Germania Ovest   | -                   | Romania 1963          |
| Israele          | -                   | Debutto               |
| Italia           | -                   | Francia 1951          |
| Paesi Bassi      | -                   | Romania 1963          |
| Polonia          | -                   | Romania 1963          |
| Romania          | -                   | Romania 1963          |
| Svezia           | -                   | Debutto               |
| Svizzera         | -                   | Debutto               |
| Turchia          | Paese organizzatore | Romania 1963          |
| Ungheria         | -                   | Romania 1963          |
| Unione Sovietica | -                   | Romania 1963          |

## Torneo

### Fase a gironi
| Girone A     | Girone B | Girone C       | Girone D         |
| ------------ | -------- | -------------- | ---------------- |
| Germania Est | Bulgaria | Belgio         | Paesi Bassi      |
| Italia       | Israele  | Cecoslovacchia | Svizzera         |
| Romania      | Svezia   | Germania Ovest | Unione Sovietica |
| Ungheria     | Turchia  | Polonia        | -                |

#### Girone A

##### Risultati
| 26 ottobre 1967 ?, Ankara Durata: ? - Spettatori: ? | Germania Est | 3 - 0 | Ungheria     | 15-12, 15-8, 15-5  |
| 26 ottobre 1967 ?, Ankara Durata: ? - Spettatori: ? | Romania      | 3 - 0 | Italia       | 15-8, 15-7, 15-7   |
| 27 ottobre 1967 ?, Ankara Durata: ? - Spettatori: ? | Ungheria     | 3 - 0 | Romania      | 15-12, 15-10, 15-6 |
| 27 ottobre 1967 ?, Ankara Durata: ? - Spettatori: ? | Germania Est | 3 - 0 | Italia       | 15-13, 15-1, 15-3  |
| 28 ottobre 1967 ?, Ankara Durata: ? - Spettatori: ? | Ungheria     | 3 - 0 | Italia       | 15-9, 15-2, 15-7   |
| 28 ottobre 1967 ?, Ankara Durata: ? - Spettatori: ? | Romania      | 3 - 0 | Germania Est | 16-14, 15-13, 15-9 |

##### Classifica
| Pos. | Squadra      | Pt | G | V | P | SV | SP | Ratio | PF  | PS  | Ratio |
| ---- | ------------ | -- | - | - | - | -- | -- | ----- | --- | --- | ----- |
| 1.   | Germania Est | 5  | 3 | 2 | 1 | 6  | 3  | 2,000 | 126 | 88  | 1,431 |
| 2.   | Romania      | 5  | 3 | 2 | 1 | 6  | 3  | 2,000 | 115 | 91  | 1,263 |
| 3.   | Ungheria     | 5  | 3 | 2 | 1 | 6  | 3  | 2,000 | 119 | 103 | 1,155 |
| 4.   | Italia       | 3  | 3 | 0 | 3 | 0  | 9  | 0,000 | 57  | 135 | 0,422 |

      Qualificata al girone per il primo posto.
      Qualificata al girone per il nono posto.

#### Girone B

##### Risultati
| 26 ottobre 1967 ?, Istanbul Durata: ? - Spettatori: ? | Turchia  | 3 - 0 | Svezia  | 15-7, 15-10, 15-9         |
| 26 ottobre 1967 ?, Istanbul Durata: ? - Spettatori: ? | Bulgaria | 3 - 0 | Israele | 15-0, 15-1, 15-6          |
| 27 ottobre 1967 ?, Istanbul Durata: ? - Spettatori: ? | Bulgaria | 3 - 0 | Turchia | 15-3, 15-5, 15-8          |
| 27 ottobre 1967 ?, Istanbul Durata: ? - Spettatori: ? | Israele  | 3 - 0 | Svezia  | 15-1, 15-8, 15-2          |
| 28 ottobre 1967 ?, Istanbul Durata: ? - Spettatori: ? | Israele  | 3 - 1 | Turchia | 15-11, 15-12, 10-15, 15-8 |
| 28 ottobre 1967 ?, Istanbul Durata: ? - Spettatori: ? | Bulgaria | 3 - 0 | Svezia  | 15-2, 15-3, 15-4          |

##### Classifica
| Pos. | Squadra  | Pt | G | V | P | SV | SP | Ratio | PF  | PS  | Ratio |
| ---- | -------- | -- | - | - | - | -- | -- | ----- | --- | --- | ----- |
| 1.   | Bulgaria | 6  | 3 | 3 | 0 | 9  | 0  | MAX   | 135 | 32  | 4,218 |
| 2.   | Israele  | 5  | 3 | 2 | 1 | 6  | 4  | 1,500 | 107 | 102 | 1,049 |
| 3.   | Turchia  | 4  | 3 | 1 | 2 | 4  | 6  | 0,666 | 107 | 126 | 0,849 |
| 4.   | Svezia   | 3  | 3 | 0 | 3 | 0  | 9  | 0,000 | 46  | 135 | 0,340 |

      Qualificata al girone per il primo posto.
      Qualificata al girone per il nono posto.

#### Girone C

##### Risultati
| 26 ottobre 1967 ?, Adana Durata: ? - Spettatori: ? | Cecoslovacchia | 3 - 0 | Belgio         | 15-1, 15-0, 15-3               |
| 26 ottobre 1967 ?, Adana Durata: ? - Spettatori: ? | Polonia        | 3 - 0 | Germania Ovest | 15-0, 15-3, 15-2               |
| 27 ottobre 1967 ?, Adana Durata: ? - Spettatori: ? | Germania Ovest | 3 - 0 | Belgio         | 15-8, 15-9, 15-13              |
| 27 ottobre 1967 ?, Adana Durata: ? - Spettatori: ? | Polonia        | 3 - 2 | Cecoslovacchia | 15-9, 15-10, 5-15, 10-15, 15-6 |
| 28 ottobre 1967 ?, Adana Durata: ? - Spettatori: ? | Cecoslovacchia | 3 - 0 | Germania Ovest | 15-0, 15-4, 15-2               |
| 28 ottobre 1967 ?, Adana Durata: ? - Spettatori: ? | Polonia        | 3 - 0 | Belgio         | 15-3, 15-0, 15-3               |

##### Classifica
| Pos. | Squadra        | Pt | G | V | P | SV | SP | Ratio | PF  | PS  | Ratio |
| ---- | -------------- | -- | - | - | - | -- | -- | ----- | --- | --- | ----- |
| 1.   | Polonia        | 6  | 3 | 3 | 0 | 9  | 2  | 4,500 | 150 | 66  | 2,272 |
| 2.   | Cecoslovacchia | 5  | 3 | 2 | 1 | 8  | 3  | 2,666 | 145 | 70  | 2,071 |
| 3.   | Germania Ovest | 4  | 3 | 1 | 2 | 3  | 6  | 0,500 | 56  | 120 | 0,466 |
| 4.   | Belgio         | 3  | 3 | 0 | 3 | 0  | 9  | 0,000 | 40  | 135 | 0,296 |

      Qualificata al girone per il primo posto.
      Qualificata al girone per il nono posto.

#### Girone D

##### Risultati
| 26 ottobre 1967 ?, Smirne Durata: ? - Spettatori: ? | Paesi Bassi      | 3 - 0 | Svizzera    | 15-1, 15-5, 15-2  |
| 27 ottobre 1967 ?, Smirne Durata: ? - Spettatori: ? | Unione Sovietica | 3 - 0 | Svizzera    | 15-2, 15-3, 15-2  |
| 28 ottobre 1967 ?, Smirne Durata: ? - Spettatori: ? | Unione Sovietica | 3 - 0 | Paesi Bassi | 15-10, 15-7, 15-4 |

##### Classifica
| Pos. | Squadra          | Pt | G | V | P | SV | SP | Ratio | PF | PS | Ratio |
| ---- | ---------------- | -- | - | - | - | -- | -- | ----- | -- | -- | ----- |
| 1.   | Unione Sovietica | 4  | 2 | 2 | 0 | 6  | 0  | MAX   | 90 | 28 | 3,214 |
| 2.   | Paesi Bassi      | 3  | 2 | 1 | 1 | 3  | 3  | 1,000 | 66 | 53 | 1,245 |
| 3.   | Svizzera         | 2  | 2 | 0 | 2 | 0  | 6  | 0,000 | 15 | 90 | 0,166 |

      Qualificata al girone per il primo posto.
      Qualificata al girone per il nono posto.

### Fase finale

#### Girone 1º posto

##### Risultati
| 1º novembre 1967 ?, Smirne Durata: ? - Spettatori: ? | Ungheria         | 3 - 0 | Israele        | 15-7, 15-5, 15-4           |
| 1º novembre 1967 ?, Smirne Durata: ? - Spettatori: ? | Cecoslovacchia   | 3 - 0 | Paesi Bassi    | 15-1, 15-6, 15-8           |
| 1º novembre 1967 ?, Smirne Durata: ? - Spettatori: ? | Unione Sovietica | 3 - 0 | Bulgaria       | 15-5, 15-3, 15-0           |
| 1º novembre 1967 ?, Smirne Durata: ? - Spettatori: ? | Polonia          | 3 - 1 | Germania Est   | 15-11, 17-15, 13-15, 15-10 |
| 2 novembre 1967 ?, Smirne Durata: ? - Spettatori: ?  | Paesi Bassi      | 3 - 0 | Israele        | 15-10, 15-10, 15-6         |
| 2 novembre 1967 ?, Smirne Durata: ? - Spettatori: ?  | Cecoslovacchia   | 3 - 0 | Bulgaria       | 15-6, 15-9, 15-10          |
| 2 novembre 1967 ?, Smirne Durata: ? - Spettatori: ?  | Polonia          | 3 - 1 | Ungheria       | 15-8, 3-15, 17-15, 15-10   |
| 2 novembre 1967 ?, Smirne Durata: ? - Spettatori: ?  | Unione Sovietica | 3 - 0 | Germania Est   | 15-1, 15-3, 15-2           |
| 3 novembre 1967 ?, Smirne Durata: ? - Spettatori: ?  | Cecoslovacchia   | 3 - 0 | Israele        | 15-4, 15-1, 15-2           |
| 3 novembre 1967 ?, Smirne Durata: ? - Spettatori: ?  | Polonia          | 3 - 0 | Paesi Bassi    | 15-3, 15-10, 15-3          |
| 3 novembre 1967 ?, Smirne Durata: ? - Spettatori: ?  | Germania Est     | 3 - 0 | Bulgaria       | 15-10, 15-13, 15-11        |
| 3 novembre 1967 ?, Smirne Durata: ? - Spettatori: ?  | Unione Sovietica | 3 - 0 | Ungheria       | 15-2, 15-0, 15-0           |
| 5 novembre 1967 ?, Smirne Durata: ? - Spettatori: ?  | Polonia          | 3 - 0 | Israele        | 15-2, 15-2, 15-4           |
| 5 novembre 1967 ?, Smirne Durata: ? - Spettatori: ?  | Germania Est     | 3 - 1 | Paesi Bassi    | 15-5, 17-15, 8-15, 15-5    |
| 5 novembre 1967 ?, Smirne Durata: ? - Spettatori: ?  | Ungheria         | 3 - 0 | Bulgaria       | 15-12, 15-12, 15-11        |
| 5 novembre 1967 ?, Smirne Durata: ? - Spettatori: ?  | Unione Sovietica | 3 - 0 | Cecoslovacchia | 15-4, 15-10, 15-4          |
| 6 novembre 1967 ?, Smirne Durata: ? - Spettatori: ?  | Unione Sovietica | 3 - 0 | Israele        | 15-7, 15-1, 15-1           |
| 6 novembre 1967 ?, Smirne Durata: ? - Spettatori: ?  | Ungheria         | 3 - 1 | Paesi Bassi    | 15-2, 15-4, 12-15, 15-5    |
| 6 novembre 1967 ?, Smirne Durata: ? - Spettatori: ?  | Polonia          | 3 - 0 | Bulgaria       | 15-6, 15-10, 15-9          |
| 6 novembre 1967 ?, Smirne Durata: ? - Spettatori: ?  | Cecoslovacchia   | 3 - 0 | Germania Est   | 15-9, 15-13, 15-7          |
| 7 novembre 1967 ?, Smirne Durata: ? - Spettatori: ?  | Unione Sovietica | 3 - 0 | Polonia        | 15-7, 15-10, 15-10         |
| 7 novembre 1967 ?, Smirne Durata: ? - Spettatori: ?  | Germania Est     | 3 - 0 | Israele        | 15-2, 15-2, 15-2           |
| 7 novembre 1967 ?, Smirne Durata: ? - Spettatori: ?  | Bulgaria         | 3 - 1 | Paesi Bassi    | 15-8, 11-15, 15-4, 15-10   |
| 7 novembre 1967 ?, Smirne Durata: ? - Spettatori: ?  | Cecoslovacchia   | 3 - 1 | Ungheria       | 15-11, 15-8, 9-15, 15-6    |

##### Classifica
| Pos. | Squadra          | Pt | G | V | P | SV | SP | Ratio | PF  | PS  | Ratio |
| ---- | ---------------- | -- | - | - | - | -- | -- | ----- | --- | --- | ----- |
| 1.   | Unione Sovietica | 14 | 7 | 7 | 0 | 21 | 0  | MAX   | 315 | 91  | 3,461 |
| 2.   | Polonia          | 13 | 7 | 6 | 1 | 18 | 7  | 2,571 | 332 | 248 | 1,338 |
| 3.   | Cecoslovacchia   | 12 | 7 | 5 | 2 | 17 | 7  | 2,428 | 307 | 221 | 1,389 |
| 4.   | Germania Est     | 11 | 7 | 4 | 3 | 13 | 10 | 1,300 | 276 | 255 | 1,082 |
| 5.   | Ungheria         | 10 | 7 | 3 | 4 | 11 | 13 | 0,846 | 262 | 271 | 0,966 |
| 6.   | Bulgaria         | 9  | 7 | 2 | 5 | 6  | 16 | 0,375 | 228 | 269 | 0,847 |
| 7.   | Paesi Bassi      | 8  | 7 | 1 | 6 | 6  | 18 | 0,333 | 200 | 329 | 0,607 |
| 8.   | Israele          | 7  | 7 | 0 | 7 | 0  | 21 | 0,000 | 79  | 315 | 0,250 |

#### Girone 9º posto

##### Risultati
| 2 novembre 1967 ?, Ankara Durata: ? - Spettatori: ? | Romania        | 3 - 0 | Belgio         | 15-0, 15-0, 15-3               |
| 2 novembre 1967 ?, Ankara Durata: ? - Spettatori: ? | Italia         | 3 - 0 | Svezia         | 15-3, 15-3, 15-0               |
| 2 novembre 1967 ?, Ankara Durata: ? - Spettatori: ? | Germania Ovest | 3 - 0 | Svizzera       | 15-5, 15-6, 15-12              |
| 3 novembre 1967 ?, Ankara Durata: ? - Spettatori: ? | Germania Ovest | 3 - 0 | Italia         | 16-14, 15-8, 15-8              |
| 3 novembre 1967 ?, Ankara Durata: ? - Spettatori: ? | Turchia        | 3 - 1 | Svizzera       | 15-8, 10-15, 15-12, 15-7       |
| 3 novembre 1967 ?, Ankara Durata: ? - Spettatori: ? | Belgio         | 3 - 0 | Svezia         | 15-6, 15-9, 15-6               |
| 4 novembre 1967 ?, Ankara Durata: ? - Spettatori: ? | Italia         | 3 - 1 | Turchia        | 15-10, 15-12, 13-15, 15-1      |
| 4 novembre 1967 ?, Ankara Durata: ? - Spettatori: ? | Germania Ovest | 3 - 0 | Svezia         | 15-5, 15-8, 15-3               |
| 4 novembre 1967 ?, Ankara Durata: ? - Spettatori: ? | Romania        | 3 - 0 | Svizzera       | 15-1, 15-1, 15-3               |
| 6 novembre 1967 ?, Ankara Durata: ? - Spettatori: ? | Germania Ovest | 3 - 2 | Turchia        | 15-8, 15-7, 9-15, 12-15, 15-12 |
| 6 novembre 1967 ?, Ankara Durata: ? - Spettatori: ? | Romania        | 3 - 0 | Svezia         | 15-3, 15-0, 15-4               |
| 6 novembre 1967 ?, Ankara Durata: ? - Spettatori: ? | Svizzera       | 3 - 2 | Belgio         | 15-8, 6-15, 5-15, 15-6, 15-7   |
| 7 novembre 1967 ?, Ankara Durata: ? - Spettatori: ? | Italia         | 3 - 1 | Svizzera       | 15-11, 15-6, 15-17, 15-3       |
| 7 novembre 1967 ?, Ankara Durata: ? - Spettatori: ? | Turchia        | 3 - 0 | Belgio         | 15-9, 15-9, 15-8               |
| 7 novembre 1967 ?, Ankara Durata: ? - Spettatori: ? | Romania        | 3 - 0 | Germania Ovest | 15-1, 15-2, 15-4               |
| 8 novembre 1967 ?, Ankara Durata: ? - Spettatori: ? | Romania        | 3 - 0 | Turchia        | 15-1, 15-0, 15-2               |
| 8 novembre 1967 ?, Ankara Durata: ? - Spettatori: ? | Italia         | 3 - 0 | Belgio         | 15-7, 15-10, 15-8              |
| 8 novembre 1967 ?, Ankara Durata: ? - Spettatori: ? | Svizzera       | 3 - 1 | Svezia         | 15-11, 15-9, 11-15, 15-11      |

##### Classifica
| Pos. | Squadra        | Pt | G | V | P | SV | SP | Ratio | PF  | PS  | Ratio |
| ---- | -------------- | -- | - | - | - | -- | -- | ----- | --- | --- | ----- |
| 1.   | Romania        | 12 | 6 | 6 | 0 | 18 | 0  | MAX   | 270 | 47  | 5,744 |
| 2.   | Germania Ovest | 11 | 6 | 5 | 1 | 15 | 5  | 3,000 | 254 | 201 | 1,263 |
| 3.   | Italia         | 10 | 6 | 4 | 2 | 12 | 8  | 1,500 | 260 | 197 | 1,319 |
| 4.   | Turchia        | 9  | 6 | 3 | 3 | 12 | 10 | 1,200 | 243 | 263 | 0,924 |
| 5.   | Svizzera       | 8  | 6 | 2 | 4 | 8  | 15 | 0,533 | 219 | 302 | 0,725 |
| 6.   | Belgio         | 7  | 6 | 1 | 5 | 5  | 15 | 0,333 | 180 | 257 | 0,700 |
| 7.   | Svezia         | 6  | 6 | 0 | 6 | 1  | 18 | 0,055 | 122 | 281 | 0,434 |

## Classifica finale
| Pos     | Squadra          |
| ------- | ---------------- |
| Oro     | Unione Sovietica |
| Argento | Polonia          |
| Bronzo  | Cecoslovacchia   |
| 4       | Germania Est     |
| 5       | Ungheria         |
| 6       | Bulgaria         |
| 7       | Paesi Bassi      |
| 8       | Israele          |
| 9       | Romania          |
| 10      | Germania Ovest   |
| 11      | Italia           |
| 12      | Turchia          |
| 13      | Svizzera         |
| 14      | Belgio           |
| 15      | Svezia           |